# (2011) Veterania
(2011) Veterania (officiellement (2011) Veteraniya) est un astéroïde de la ceinture principale.
Il a été nommé vétérans dans la langue russe, en hommage aux anciens combattants de la Seconde Guerre mondiale.